# Francisco Rabal
Francisco Rabal Valera, conosciuto anche come Paco Rabal (Águilas, 8 marzo 1926 – Bordeaux, 29 agosto 2001), è stato un attore e regista spagnolo.

## Biografia
Figlio di Benito Rabal e Teresa Valera, iniziò la sua carriera come elettricista di scena. Dopo aver recitato in una modesta compagnia filodrammatica, Rafael Gil lo scoprì e gli fece interpretare una piccola parte nel film L'ultimo amante (1955). Il successo arrivò nel 1959 con la pellicola Nazarín di Luis Buñuel, che gli affidò il ruolo di protagonista, un sacerdote anticonvenzionale. La recitazione misurata, frutto dell'esperienza prettamente teatrale, lo fece diventare negli anni successivi uno dei più importanti attori del cinema spagnolo.
Tra i film da lui interpretati sono da ricordare Viridiana (1961) di Buñuel e L'eclisse (1962) di Michelangelo Antonioni, dove ebbe il ruolo dell'intellettuale fidanzato della protagonista. Nel 1963 interpretò Alberto in La rimpatriata. Eccellente interpretazione fu anche quella del confessore dello scandaloso film diderotiano Suzanne Simonin, la religiosa (1966) di Jacques Rivette. Nel 1974 prese parte al film drammatico Il sorriso del grande tentatore con Glenda Jackson. Nel 1978 partecipò al film erotico Così come sei, con Marcello Mastroianni e Nastassja Kinski, e apparve nel film di gangster Corleone.
Realizzò in seguito una serie di film impegnati che nel 1984 lo portarono a vincere il premio per il miglior attore al Festival di Cannes con I santi innocenti di Mario Camus, in cui interpretò il ruolo del vecchio Azarías. Dalla metà degli anni ottanta si dedicò a opere minori come Torquemada (1984) di Barbas e Le avventure e gli amori di Lazaro De Tormes (2001) di Fernando Fernán Gómez, suo ultimo film. Durante la sua carriera, interrotta solo dalla morte, Rabal arrivò a girare in tutto circa duecento pellicole cinematografiche.

## Filmografia

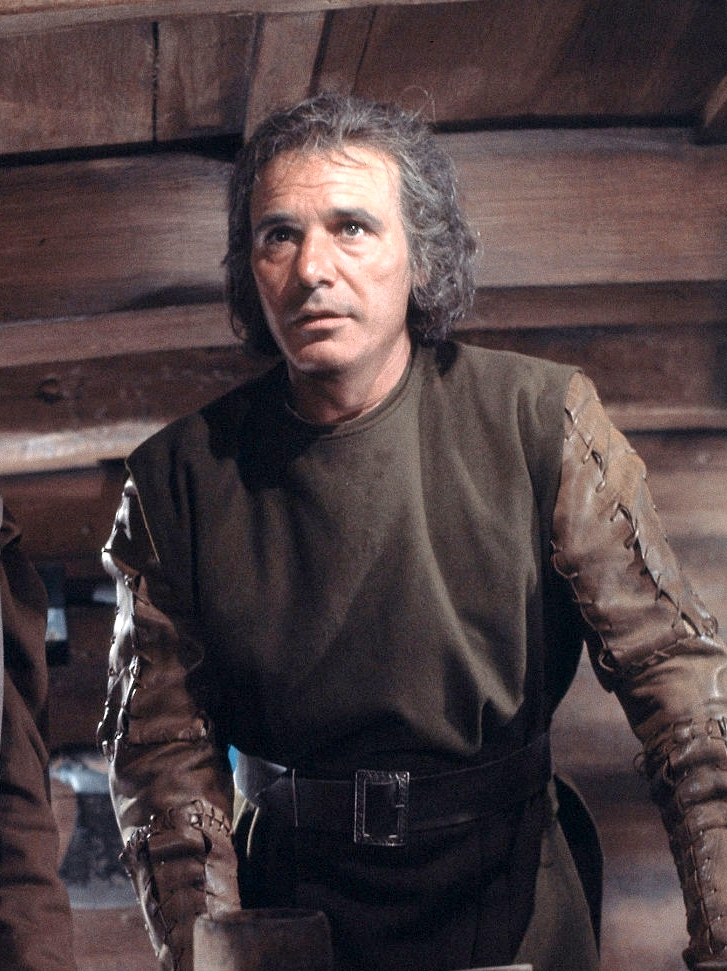
Francisco Rabal nel ruolo di Cristoforo Colombo nell'omonimo sceneggiato del 1968

Francisco Rabal nel film La peccatrice (1975)

- El crimen de Pepe Conde, regia di José López Rubio (1946)
- La pródiga, regia di Rafael Gil (1946)
- Don Chisciotte della Mancia (Don Quijote de la Mancha), regia di Rafael Gil (1947)
- Revelación, regia di Antonio de Obregón (1948)
- La honradez de la cerradura, regia di Luis Escobar (1950)
- María Antonia 'La Caramba', regia di Antonio Ruiz Castillo (1951)
- Duda, regia di Julio Salvador (1951)
- María Morena, regia di José María Forqué e Pedro Lazaga (1951)
- Luna de sangre, regia di Francisco Rovira Beleta (1952)
- Perseguidos, regia di José Luis Gamboa (1952)
- La guerra di Dio (La guerra de Dios), regia di Rafael Gil (1953)
- Hay un camino a la derecha, regia di Francisco Rovira Beleta (1953)
- Beta 7 servizio politico (Murió hace quince años), regia di Rafael Gil (1954)
- Il bacio di Giuda (El beso de Judas), regia di Rafael Gil (1954)
- Todo es posible en Granada, regia di José Luis Sáenz de Heredia (1954)
- Il canto del gallo (El canto del gallo), regia di Rafael Gil (1955)
- ...e il cielo rispose (Historias de la radio), regia di José Luis Sáenz de Heredia (1955)
- La pícara molinera, regia di Léon Klimovsky (1955)
- Prigionieri del male, regia di Mario Costa (1955)
- Il segreto di una stella (Sor intrepida), regia di Rafael Gil (1956)
- La gran mentira, regia di Rafael Gil (1956)
- Saranno uomini, regia di Silvio Siano (1956)
- La grande strada azzurra, regia di Gillo Pontecorvo (1957)
- Marisa la civetta, regia di Mauro Bolognini (1957)
- La Gerusalemme Liberata, regia di Carlo Ludovico Bragaglia (1957)
- Il bandito di Sierra Morena (Amanecer en Puerta Oscura), regia di José María Forqué (1957)
- L'uomo dai calzoni corti, regia di Glauco Pellegrini (1958)
- La noche y el alba, regia di José María Forqué (1958)
- Los clarines del miedo, regia di Antonio Román (1958)
- Zoras il ribelle (Diez fusiles esperan), regia di José Luis Sáenz de Heredia (1959)
- Nazarín, regia di Luis Buñuel (1959)
- Legaron dos hombres, regia di Eusebio Fernández Ardavín e Arne Mattsson (1959)
- L'avventuriero dei due mondi (Sonatas), regia di Juan Antonio Bardem (1959)
- Morte di un bandito, regia di Giuseppe Amato (1961)
- Tiro al piccione, regia di Giuliano Montaldo (1961)
- Viridiana, regia di Luis Buñuel (1961)
- L'eclisse, regia di Michelangelo Antonioni (1962)
- I tromboni di Fra' Diavolo, regia di Giorgio Simonelli e Miguel Lluch (1962)
- L'assassinio del Dott. Hitchkok (Autopsia de un criminal), regia di Ricardo Blasco (1962)
- Setenta veces siete, regia di Leopoldo Torre Nilsson (1962)
- I cavalieri della vendetta (Llanto por un bandido), regia di Carlos Saura (1963)
- Il delitto di Anna Sandoval (El diablo también llora), regia di José Antonio Nieves Conde (1963)
- Il grande ribelle (Mathias Sandorf), regia di Georges Lampin (1963)
- Il peccato (Noche de verano), regia di Jorge Grau (1963)
- La rimpatriata, regia di Damiano Damiani (1963)
- Quella terribile notte (L'autre femme), regia di François Villiers (1964)
- Il triangolo del delitto (Le gros coup), regia di Jean Valère (1964)
- Marie Chantal contro il dr. Kha (Marie Chantal contre Dr. Kha), regia di Claude Chabrol (1965)
- Intimidad de los parques, regia di Manuel Antin (1965)
- Currito de la Cruz, regia di Rafael Gil (1965)
- María Rosa, regia di Armando Moreno (1965)
- Viva Gringo (Das Vermächtnis des Inka), regia di Georg Marischka (1966)
- Suzanne Simonin, la religiosa (La religieuse), regia di Jacques Rivette (1966)
- Camino del Rocío, regia di Rafael Gil (1966)
- Le avventure e gli amori di Miguel Cervantes (Cervantes), regia di Vincent Sherman (1967)
- Bella di giorno (Belle de jour), regia di Luis Buñuel (1967)
- I lunghi giorni della vendetta, regia di Florestano Vancini (1967)
- Oscuros sueños de agosto, regia di Miguel Picazo (1967)
- La strega bruciata viva, episodio di Le streghe, regia di Luchino Visconti (1967)
- Cristoforo Colombo (Cristóbal Colón), regia di Vittorio Cottafavi – miniserie TV (1968)
- Después del diluvio, regia di Jacinto de Esteva (1968)
- El "Che" Guevara, regia di Paolo Heusch (1968)
- Simon Bolivar, regia di Alessandro Blasetti (1969)
- España otra vez, regia di Jaime Camino (1969)
- Sangre en el ruedo, regia di Rafael Gil (1969)
- La battaglia d'Inghilterra, regia di Enzo G. Castellari (1969)
- Teste tagliate (Cabezas cortadas), regia di Glauber Rocha (1970)
- Nada meno que todo un hombre, regia di Rafael Gil (1971)
- Goya, historia de una soledad, regia di Nino Quevedo (1971)
- Aberrazioni sessuali in un carcere femminile (Las melancólicas), regia di Rafael Moreno Alba (1971)
- Si può fare... amigo, regia di Maurizio Lucidi (1972)
- La leggenda dell'Alcalde di Zalamea (La leyenda del alcalde de Zalamea), regia di Mario Camus (1972)
- La grande scrofa nera, regia di Filippo Ottoni (1972)
- Ann and Eve (Ann och Eve - de erotiska), regia di Arne Mattsson (1972)
- Il consigliori, regia di Alberto De Martino (1973)
- La colonna infame, regia di Nelo Risi (1973)
- Provocazione (No es nada, mamá, sólo un juego), regia di José María Forqué (1974)
- Pianeta Venere, regia di Elda Tattoli (1974)
- Il sorriso del grande tentatore, regia di Damiano Damiani (1974)
- Il giovane Garibaldi, regia di Franco Rossi – miniserie TV (1974)
- La peccatrice, regia di Pier Ludovico Pavoni (1975)
- Squadra speciale antirapina (Metralleta 'Stein'), regia di José Antonio de la Loma (1975)
- La moglie giovane, regia di Giovanni D'Eramo (1975)
- Attenti al buffone, regia di Alberto Bevilacqua (1975)
- Le lunghe vacanze del '36 (Las largas vacaciones del 36), regia di Jaime Camino (1975)
- Faccia di spia, regia di Giuseppe Ferrara (1975)
- Le città del mondo, regia di Nelo Risi – film TV (1975)
- Il deserto dei Tartari, regia di Valerio Zurlini (1976)
- Il salario della paura (Sorcerer), regia di William Friedkin (1977)
- Il prefetto di ferro, regia di Pasquale Squitieri (1977)
- Io sono mia, regia di Sofia Scandurra (1977)
- Così come sei, regia di Alberto Lattuada (1978)
- Corleone, regia di Pasquale Squitieri (1978)
- Il giorno dei cristalli, regia di Giacomo Battiato (1978)
- Pensione paura, regia di Francesco Barilli (1978)
- Sbirro, la tua legge è lenta... la mia... no!, regia di Stelvio Massi (1979)
- Incubo sulla città contaminata, regia di Umberto Lenzi (1980)
- I guerrieri del terrore (Traficantes de pánico), regia di René Cardona Jr. (1980)
- Ciao cialtroni!, regia di Danilo Massi Rossini (1980)
- Poliziotto - Solitudine e rabbia, regia di Stelvio Massi (1980)
- Speed Driver, regia di Stelvio Massi (1980)
- Buitres sobre la ciudad, regia di Gianni Siragusa (1981)
- L'alveare (La colmena), regia di Mario Camus (1982)
- I santi innocenti (Los santos inocentes), regia di Mario Camus (1984)
- I trampoli, (Los zancos), regia di Carlos Saura (1984)
- La verità non si dice mai, regia di Maria Bosio (1984)
- Un marinaio e mezzo, regia di Tommaso Dazzi – film TV (1985)
- Scandalo borghese (Padre nuestro), regia di Francisco Regueiro (1985)
- Cervantes, regia di Alfonso Ungría (1986)
- La Storia, regia di Luigi Comencini – miniserie TV (1986)
- Un complicato intrigo di donne, vicoli e delitti, regia di Lina Wertmüller (1986)
- Il mistero del panino assassino, regia di Giancarlo Soldi (1987)
- Il grande odio (A Time of Destiny), regia di Gregory Nava (1988)
- L'aria di un crimine (El aire de un crimen), regia di Antonio Isasi-Isasmendi (1988)
- Sei delitti per padre Brown, regia di Vittorio De Sisti – miniserie TV (1988)
- Autre - L'altro (L'autre), regia di Bernard Giraudeau (1989)
- Légami! (¡Átame!), regia di Pedro Almodóvar (1990)
- L'uomo che ha perduto la sua ombra (L'homme qui a perdu son ombre), regia di Alain Tanner (1991)
- La lola se va a los puertos, regia di Josefina Molina (1993)
- Così in cielo come in terra (Asi en cielo como en la tierra), regia di José Luis Cuerda (1995)
- Felicidades Tovarich, regia di Antonio Eceiza (1995)
- El palomo cojo, regia di Jaime de Armiñán (1995)
- Oedipo alcalde, regia di Jorge Alí Triana (1996)
- Pajarico, regia di Carlos Saura (1997)
- Airbag - Tre uomini e un casino (Airbag), regia di Juanma Bajo Ulloa (1997)
- Le jour et la nuit, regia di Bernard-Henri Lévy (1997)
- Pequeños Milagros, regia di Eliseo Subiela (1997)
- La novia de medianoche, regia di Antonio F. Simón (1997)
- Il Vangelo delle meraviglie (El evangelio de las Maravillas), regia di Arturo Ripstein (1998)
- En dag til i solen, regia di Bent Hamer (1998)
- Goya (Goya en Burdeos), regia di Carlos Saura (2000)
- Alla rivoluzione sulla due cavalli, regia di Maurizio Sciarra (2001)
- Dagon - La mutazione del male (Dagon), regia di Stuart Gordon (2001)

## Riconoscimenti
- Festival di Cannes

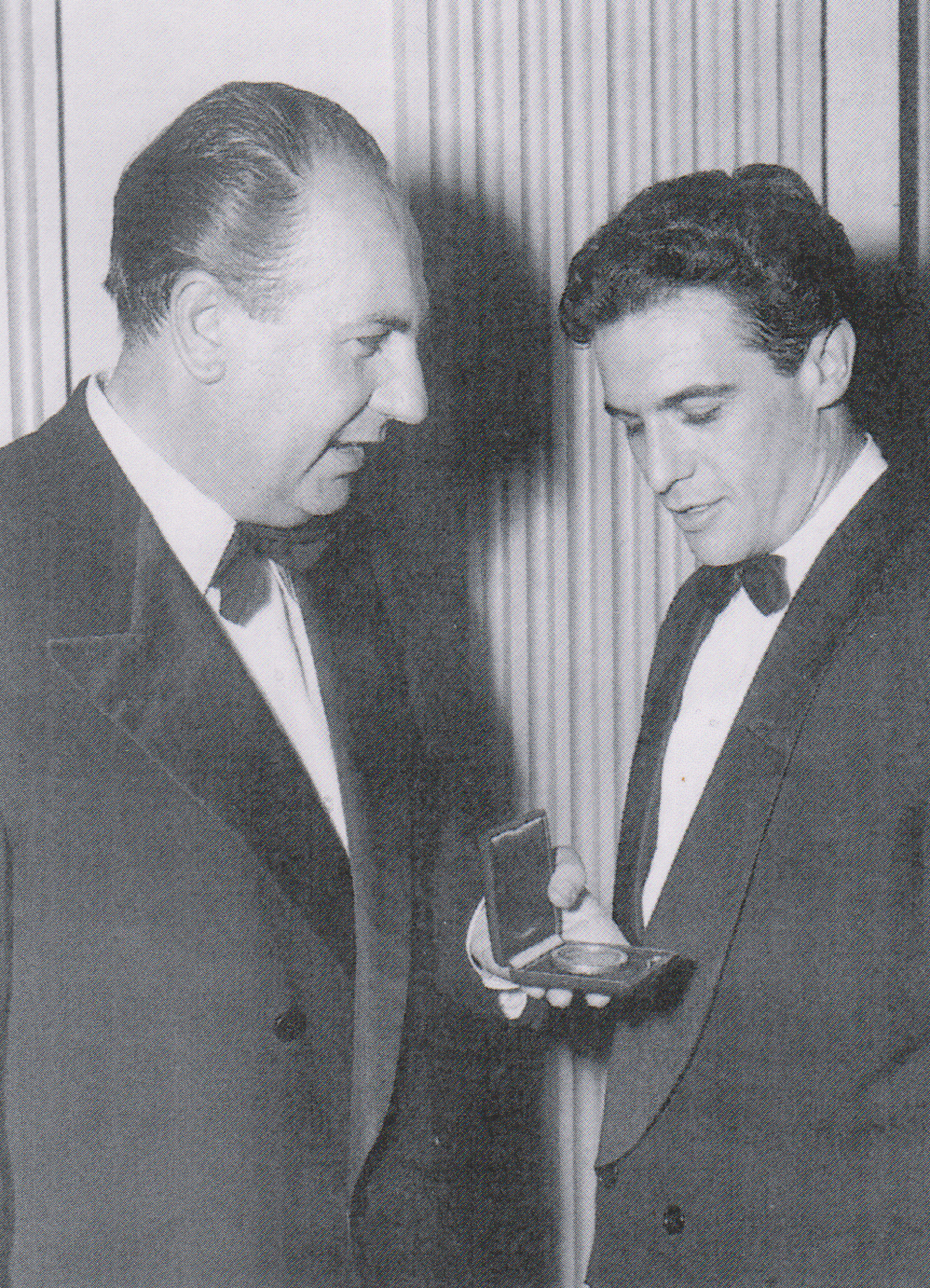
Festival di Berlino 1954: Rabal riceve il "premio David O'Selznick" per l'interpretazione ne La guerra di Dio

  - 1984 – Prix d'interprétation masculine per I santi innocenti

- Festival internazionale del cinema di San Sebastián
  - 1953 – Miglior attore per Hay un camino a la derecha
  - 2001 – Premio Donostia alla carriera

- Montreal World Film Festival
  - 1991 – Migliore attore per L'uomo che ha perduto la sua ombra
  - 2001 – Gran premio speciale

- Premio Goya
  - 1991 – Candidatura al migliore attore non protagonista per Légami!
  - 2000 – Migliore attore per Goya

## Doppiatori italiani
- Giuseppe Rinaldi in Prigionieri del male, Il sorriso del grande tentatore, La peccatrice
- Pino Locchi in Viridiana, Le streghe, La battaglia d'Inghilterra
- Alberto Lupo in Tiro al piccione, La grande strada azzurra
- Aldo Giuffré in L'eclisse, I tromboni di Fra' Diavolo
- Sergio Graziani in Simon Bolivar, La grande scrofa nera
- Sergio Rossi in Il consigliori, Il salario della paura
- Sergio Fiorentini in Il prefetto di ferro, Speed Driver
- Corrado Gaipa in Un marinaio e mezzo, Il mistero del panino assassino
- Giorgio Albertazzi in Marisa la civetta
- Gualtiero De Angelis in La Gerusalemme liberata
- Glauco Onorato in Il bandito di Sierra Morena
- Luciano Melani in Nazarín
- Giancarlo Maestri in La rimpatriata
- Bruno Persa in Viva Gringo
- Emilio Cigoli in Bella di giorno
- Nino Dal Fabbro in I lunghi giorni della vendetta
- Paolo Ferrari in Si può fare... amigo
- Renato Mori in Il giovane Garibaldi
- Renzo Palmer in Le città del mondo
- Roberto Villa in Il deserto dei Tartari
- Vittorio Di Prima in Così come sei
- Arturo Dominici in Corleone
- Renzo Stacchi in La storia
- Omero Antonutti in Légami!
- Sandro Tuminelli in La voce degli angeli
- Gianni Musy in Goya
- Franco Zucca in Dagon - La mutazione del male